# Гремячий Ключ (Ульяновская область)
Гремячий Ключ — поселок в Тереньгульском районе Ульяновской области в составе Теренгульского городского поселения.

## География
Находится на расстоянии примерно 9 километров по прямой на восток-юго-восток от районного центра поселка Тереньга.

## Население
Население составляло 8 человек (50% русские, 50% мордва) в 2002 году, 3 по переписи 2010 года.